# 森帕赫
森帕赫是瑞士卢塞恩州的一个镇，位于森帕赫湖畔。

## 地理
森帕赫位于森帕赫湖东岸，面积8.91平方公里，主要为农业用地。